# 아르투어 네베
아르투어 네베(Arthur Nebe: 1894년 11월 13일 ~ 1945년 3월 21일)는 나치 독일 보안경찰의 핵심 인물이다. 베를린 및 프로이센 경찰 출신으로 1936년 나치 독일의 형사경찰(Kripo) 총수가 되었고, 1939년 형사경찰이 국가보안본부(RSHA)에 흡수되면서 친위대 고위 간부가 되었다.
네베는 오늘날의 벨라루스 지역에서 중부 집단군을 따라다니며 학살을 벌인 B 특수작전집단 지휘관으로서 홀로코스트의 대량살인에 주도적인 역할을 했다. 1941년 말 후방으로 돌아와 RSHA 업무로 복귀했다. 네베는 그 뒤로도 형사경찰 총수를 맡고 있다가 1944년 7월 20일 음모에 가담한 것이 발각되어 처형당했다.
| 전임 라인하르트 하이드리히 | 제7대 국제형사경찰기구 총재 1942년 – 1943년 | 후임 에른스트 칼텐브루너 |